# Мадиун
Мадиу́н (индон. Madiun) — город в Индонезии, расположенный на территории провинции Восточная Ява. Территория города выделена в самостоятельную административную единицу — муниципалитет.

## История
В сентябре 1948 года в городе произошёл вооруженный антиправительственный мятеж, организованный Коммунистической и Социалистической партиями. Восстание было подавлено правительственными войсками в течение двух месяцев, при этом около 600 участников из числа сторонников компартии погибло в ходе боёв или карательных акций властей. Около 35 тысяч коммунистов и их сторонников было арестовано.

## Географическое положение
Город находится в западной части провинции, в восточной части острова Ява, на берегах реки Мадиун (приток реки Соло). Абсолютная высота — 100 метров над уровнем моря. Мадиун расположен на расстоянии приблизительно 125 километров к западу-юго-западу (WSW) от Сурабаи, административного центра провинции.

## Административное деление
Территория муниципалитета подразделяется на три района (kecamatan), которые в свою очередь делятся на 27 сельских поселений (kelurahan). Общая площадь — 33,23 км².

## Население
По данным официальной переписи 2010 года численность населения Мадиуна составляла 170 964 человек.
Динамика численности населения города по годам:
| 1990    | 2000    | 2010    |
| ------- | ------- | ------- |
| 165 807 | 163 956 | 170 964 |

В этническом составе населения большинство составляют яванцы и мадурцы.

## Экономика
Мадиун является центром торговли продуктами сельскохозяйственного производства (сахар, табак, пряности, рис и кофе). В городе базируются предприятия текстильной и пищевой промышленности, а также железнодорожные мастерские.

## Известные уроженцы
- Лиль Даговер — немецкая актриса театра и кино.